# بروبيكونازول
بروبيكونازول هو مبيد فطريات من مجموعة الآزولات، وهو يتكون من أربعة متصاوغات. طور المركب سنة 1979 من شركة يانسن للأدوية.

## آلية العمل
يقوم مركب بروبيكونازول يإعاقة وتثبيط عملية نزع الميثيل، وهي خطوة مهمة في تشكيل إرغوستيرول، وهو مركب ضروري للنمو الخلوي عند الفطريات.

## الخواص
يوجد المركب في الشروط القياسية على شكل سائل أصفر لزج وشفاف.
يحوي المركب على مركزين فراغيين لذلك هناك أربع متصاوغات فراغية له
| المتصاوغات الفراغية لمركب بروبيوكونازول  | المتصاوغات الفراغية لمركب بروبيوكونازول  |
| ---------------------------------------- | ---------------------------------------- |
| (S,S)-Propiconazole CAS-No.: 116498-46-5 | (R,R)-Propiconazole CAS-No.: 116498-45-4 |
| (S,R)-Propiconazole CAS-No.: 116498-43-2 | (R,S)-Propiconazole CAS-No.: 116498-44-3 |

## الاستخدامات
يستخدم بروبيكونازول في المجال الزراعي مبيداً للفطريات؛ كما يمكن أن يستخدم في حفظ الخشب.